# Jan Boersma (windsurfer)
Jan D. Boersma (Groningen, 1 november 1968) is een Nederlands windsurfer die namens de Nederlandse Antillen een zilveren medaille veroverde op de Olympische Zomerspelen 1988 in Seoel.
De medaille van Boersma was de enige olympische medaille die de Nederlandse Antillen behaalden. In 2010 werden de Nederlandse Antillen als land opgeheven. Hij kreeg de Conny van Rietschoten Trofee 1988 uitgereikt. Na de spelen ging hij in het profcircuit surfen.